# Hambleton (district)
Pour les articles homonymes, voir Hambleton.
Hambleton est un ancien district non métropolitain du Yorkshire du Nord, en Angleterre, dont le siège était Northallerton. il a existé de 1974 à 2023.

## Géographie
Le district s'étendait sur 1 311,23 km2 au centre du Yorkshire du Nord et ses principales villes étaient Northallerton, Bedale, Easingwold, Great Ayton, Stokesley et Thirsk.
Son nom fait référence aux Hambleton Hills (en), dans le parc national des North York Moors, à l'est du district.

## Histoire
Le district a été créé le 1er avril 1974 par le Local Government Act 1972. Il est issu de la fusion du district urbain de Northallerton avec les districts ruraux de Bedale, Easingwold et Northallerton, ainsi qu'une partie des districts ruraux de Croft et Thirsk.
Les sept districts non métropolitains du Yorkshire du Nord, dont celui d'Hambleton, sont abolis le 1er avril 2023 et remplacés par une nouvelle autorité unitaire du Yorkshire du Nord.

## Composition
Le district était composé des paroisses civiles suivantes :
- Ainderby Mires with Holtby
- Ainderby Quernhow
- Ainderby Steeple
- Aiskew
- Aldwark
- Alne
- Angram Grange
- Appleton Wiske
- Bagby
- Balk
- Bedale
- Beningbrough
- Bilsdale Midcable
- Birdforth
- Birkby
- Boltby
- Borrowby
- Brafferton
- Brandsby-cum-Stearsby
- Brompton
- Burneston
- Burrill with Cowling
- Carlton
- Carlton Husthwaite
- Carlton Miniott
- Carthorpe
- Catton
- Clifton-on-Yore
- Cotcliffe
- Cowesby
- Coxwold
- Crakehall
- Crathorne
- Crayke
- Crosby
- Dalby-cum-Skewsby
- Dalton
- Danby Wiske with Lazenby
- Deighton
- Easby
- Easingwold
- East Cowton
- East Harlsey
- East Rounton
- East Tanfield
- Eldmire with Crakehill
- Ellerbeck
- Exelby, Leeming and Newton
- Faceby
- Farlington
- Fawdington
- Felixkirk
- Firby
- Flawith
- Gatenby
- Girsby
- Great and Little Broughton
- Great Ayton
- Great Busby
- Great Langton
- Great Smeaton
- Hackforth
- Helperby
- High Worsall
- Holme
- Hood Grange
- Hornby
- Howe
- Howgrave
- Huby
- Husthwaite
- Hutton Bonville
- Hutton Rudby
- Hutton Sessay
- Ingleby Arncliffe
- Ingleby Greenhow
- Kepwick
- Kilburn High and Low
- Kildale
- Killerby
- Kiplin
- Kirkby
- Kirby Knowle
- Kirby Sigston
- Kirby Wiske
- Kirkby Fleetham with Fencote
- Kirklington-cum-Upsland
- Knayton with Brawith
- Landmoth-cum-Catto
- Langthorne
- Leake
- Linton-on-Ouse
- Little Ayton
- Little Busby
- Little Langton
- Little Smeaton
- Low Worsall
- Marton-cum-Moxby
- Maunby
- Middleton-on-Leven
- Morton-on-Swale
- Myton-on-Swale
- Nether Silton
- Newburgh
- Newby
- Newby Wiske
- Newsham with Breckenbrough
- Newton-on-Ouse
- Northallerton
- North Kilvington
- North Otterington
- Osmotherley
- Oulston
- Over Dinsdale
- Over Silton
- Overton
- Pickhill with Roxby
- Picton
- Potto
- Rand Grange
- Raskelf
- Romanby
- Rookwith
- Rudby
- Sandhutton
- Scruton
- Seamer
- Sessay
- Sexhow
- Shipton
- Sinderby
- Skipton-on-Swale
- Skutterskelfe
- Snape with Thorp
- South Cowton
- South Kilvington
- South Otterington
- Sowerby
- Sowerby-under-Cotcliffe
- Stillington
- Stokesley
- Sutton-on-the-Forest
- Sutton-under-Whitestonecliffe
- Sutton with Howgrave
- Swainby with Allerthorpe
- Theakston
- Thimbleby
- Thirkleby High and Low with Osgodby
- Thirlby
- Thirn
- Thirsk
- Tholthorpe
- Thormanby
- Thornbrough
- Thornton-le-Beans
- Thornton-le-Moor
- Thornton-le-Street
- Thornton-on-the-Hill
- Thornton Watlass
- Thrintoft
- Tollerton
- Topcliffe
- Upsall
- Warlaby
- Welbury
- Well
- West Harlsey
- West Rounton
- West Tanfield
- Whenby
- Whitwell
- Whorlton
- Wildon Grange
- Winton, Stank and Hallikeld
- Yafforth
- Yearsley
- Youlton

## Politique et administration
Le district était dirigé par un conseil de vingt-huit membres, élus pour un mandat de quatre ans, qui à leur tour désignaient un chef (leader) qui dirigeait l'exécutif.